# Johann Conrad Sonderegger (Politiker)

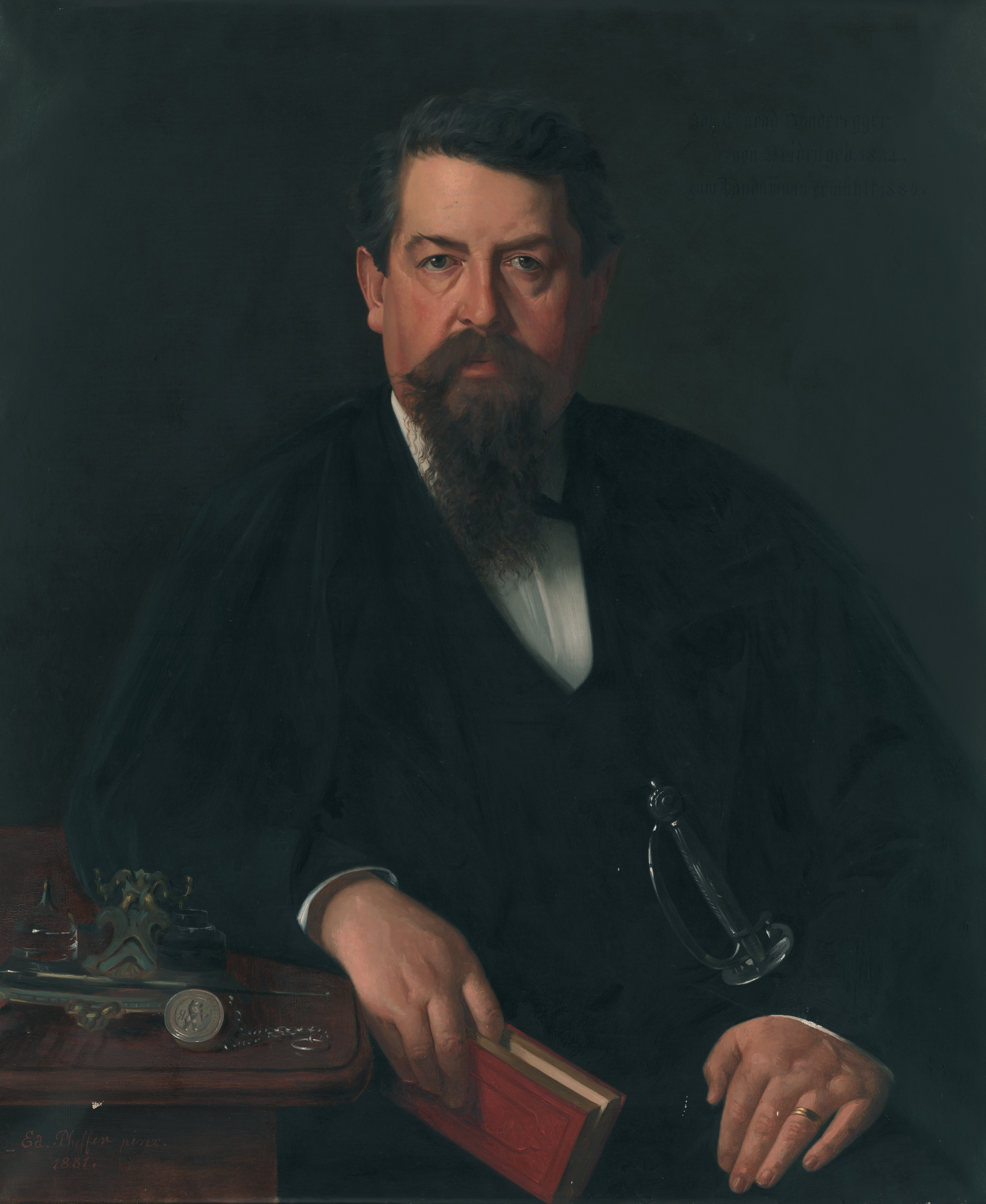
Johann Conrad Sonderegger (1881)

Johann Conrad Sonderegger (* 17. Februar 1834 in Heiden; † 25. September 1899 im Zug bei Malters; heimatberechtigt in Heiden AR) war ein Schweizer Gemeindepräsident, Kantonsrat, Regierungsrat und Nationalrat aus dem Kanton Appenzell Ausserrhoden.

## Leben
Johann Conrad Sonderegger war ein Sohn von Konrad Sonderegger, Tierarzt und Wirt, und Dorothea Dietzi. Im Jahr 1861 heiratete er Anna Katharina Hohl, Tochter des Johannes Hohl, Landwirt, des so genannten „reichen“ Hohls. Eine zweite Ehe ging er 1872 mit Josephine Hämmerle, Tochter des Johann Georg Hämmerle, Drucker und Fergger, ein. Im Jahr 1854 gründete er eine Weinhandlung in Heiden. Er arbeitete als Postpferdefuhrhalter. 
Von 1861 bis 1865 sass er im Gemeinderat von Heiden. Ab 1865 bis 1873 stand er diesem als Gemeindehauptmann vor. Von 1869 bis 1873 amtierte er als freisinniger Ausserrhoder Grossrat. Er arbeitete in den Jahren 1873 bis 1875 und von 1886 bis 1890 als Oberrichter. Ab 1875 bis 1876 hatte er das Amt des Landesstatthalters inne. Von 1876 bis 1883 war er Regierungsrat. Er gehörte ab 1877 bis 1899 dem Kantonsrat an. Von 1880 bis 1883 amtierte er als Landammann und ab 1881 bis 1899 als radikal-demokratischer Nationalrat. 
Von 1885 bis 1899 sass er im Verwaltungsrat der Kantonalbank und ab 1886 bis 1899 in demjenigen der Rorschach-Heiden-Bergbahn. Sonderegger forderte den Zusammenschluss der Ausserrhoder Freisinnigen und den Anschluss an die Freisinnig-Demokratische Partei der Schweiz (FDP Schweiz). Der Bergfreund Sonderegger engagierte sich um 1890 im Säntis-Grenzstreit mit dem Kanton St. Gallen.